# Dačice V
Dačice V jsou část města Dačice v okrese Jindřichův Hradec v Jihočeském kraji. Nachází se na severozápadě Dačic. Dačice V leží v katastrálním území Dačice o výměře 12,9 km². Celé se nacházejí na pravém břehu Moravské Dyje, zahrnují předměstí severozápadně a severně od centra. Jejich součástí je také autobusové nádraží, na západě aquapark a na severním konci přírodní památka Dubová stráň.
Ulice: třída 9. května, Antonína Dvořáka, Bezručova, Boženy Němcové, Červený vrch, Dělnická, Dlouhá, Husova, Jiráskova, Jižní, Karla Čapka, Komenského, Máchova, Mládežnická, Nádražní, Na Vyhlídce, Otokara Březiny, Polní, nám. Republiky, Severní, Sokolská, Tyršova, Učňovská, U Stadionu, Větrná, Vyderská.

## Historie
Dačice V vznikly k 1. lednu 1980 jako část města Dačice v okrese Jindřichův Hradec.

## Obyvatelstvo
| Rok            | 1869 | 1880 | 1890 | 1900 | 1910 | 1921 | 1930 | 1950 | 1961 | 1970  | 1980  | 1991  | 2001  | 2011  | 2021  |
| -------------- | ---- | ---- | ---- | ---- | ---- | ---- | ---- | ---- | ---- | ----- | ----- | ----- | ----- | ----- | ----- |
| Počet obyvatel | 0    | 0    | 0    | 0    | 0    | 0    | 0    | 0    | 0    | 2 007 | 3 259 | 3 912 | 3 781 | 3 287 | 2 838 |
| Počet domů     | 0    | 0    | 0    | 0    | 0    | 0    | 0    | 0    | 0    | 235   | 351   | 488   | 509   | 514   | 517   |

## Další fotografie

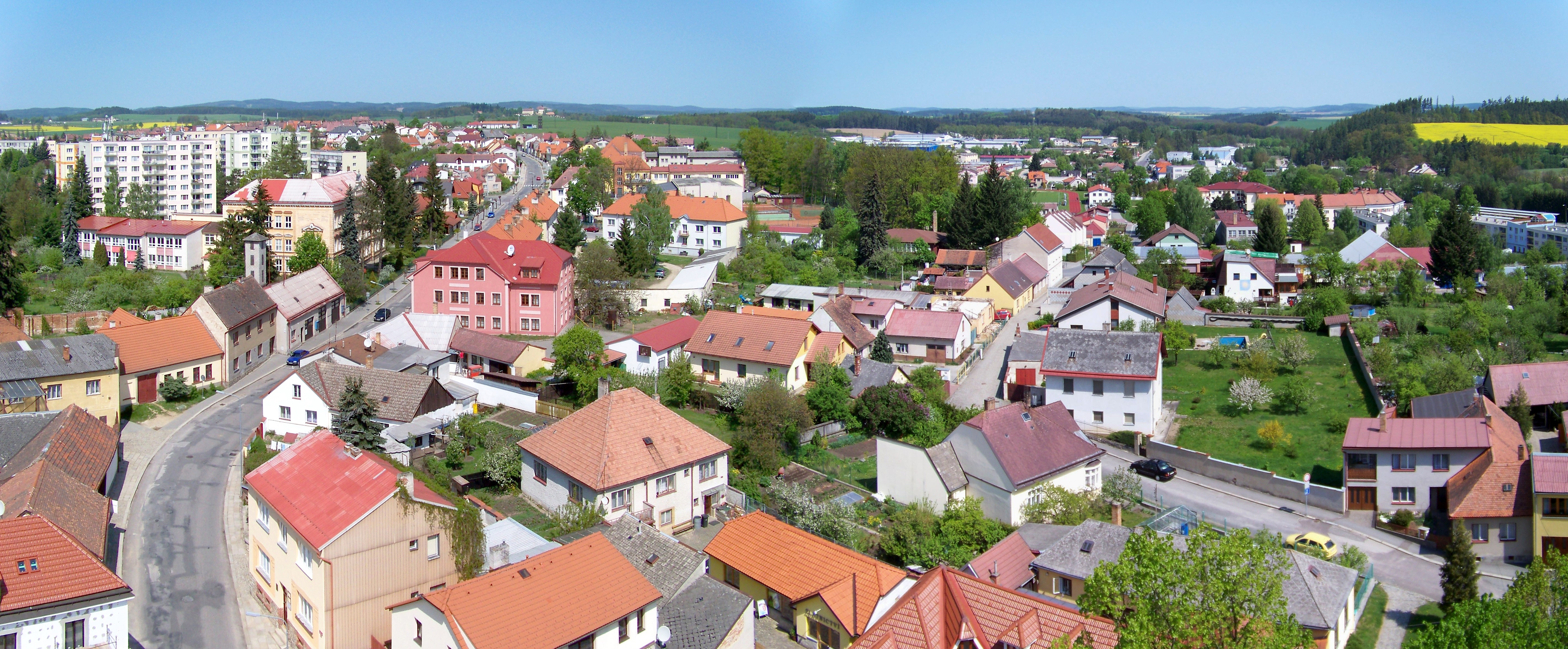
Část Dačic V. z městské věže
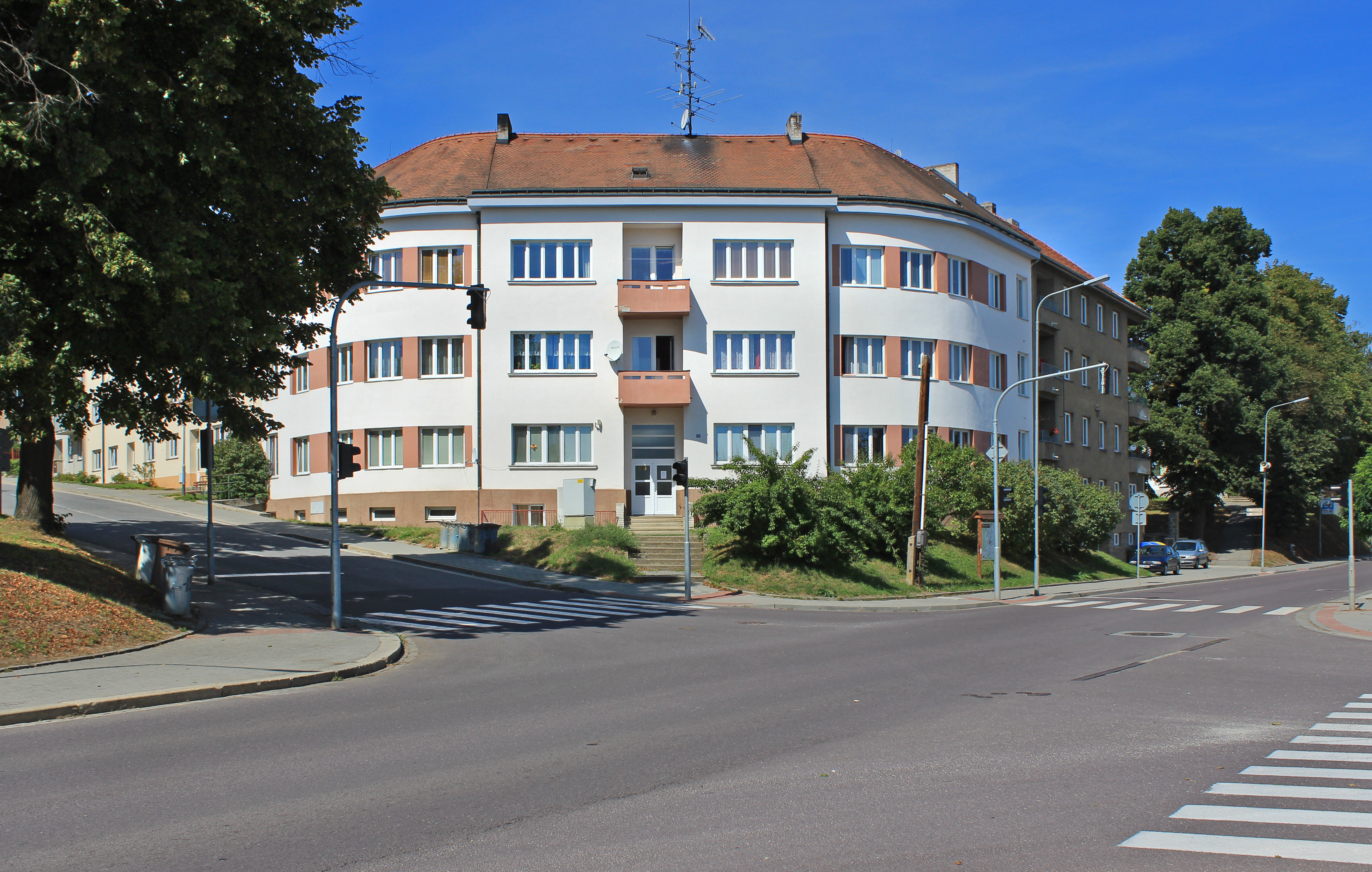
Dům čp. 303 u třídy 9. května
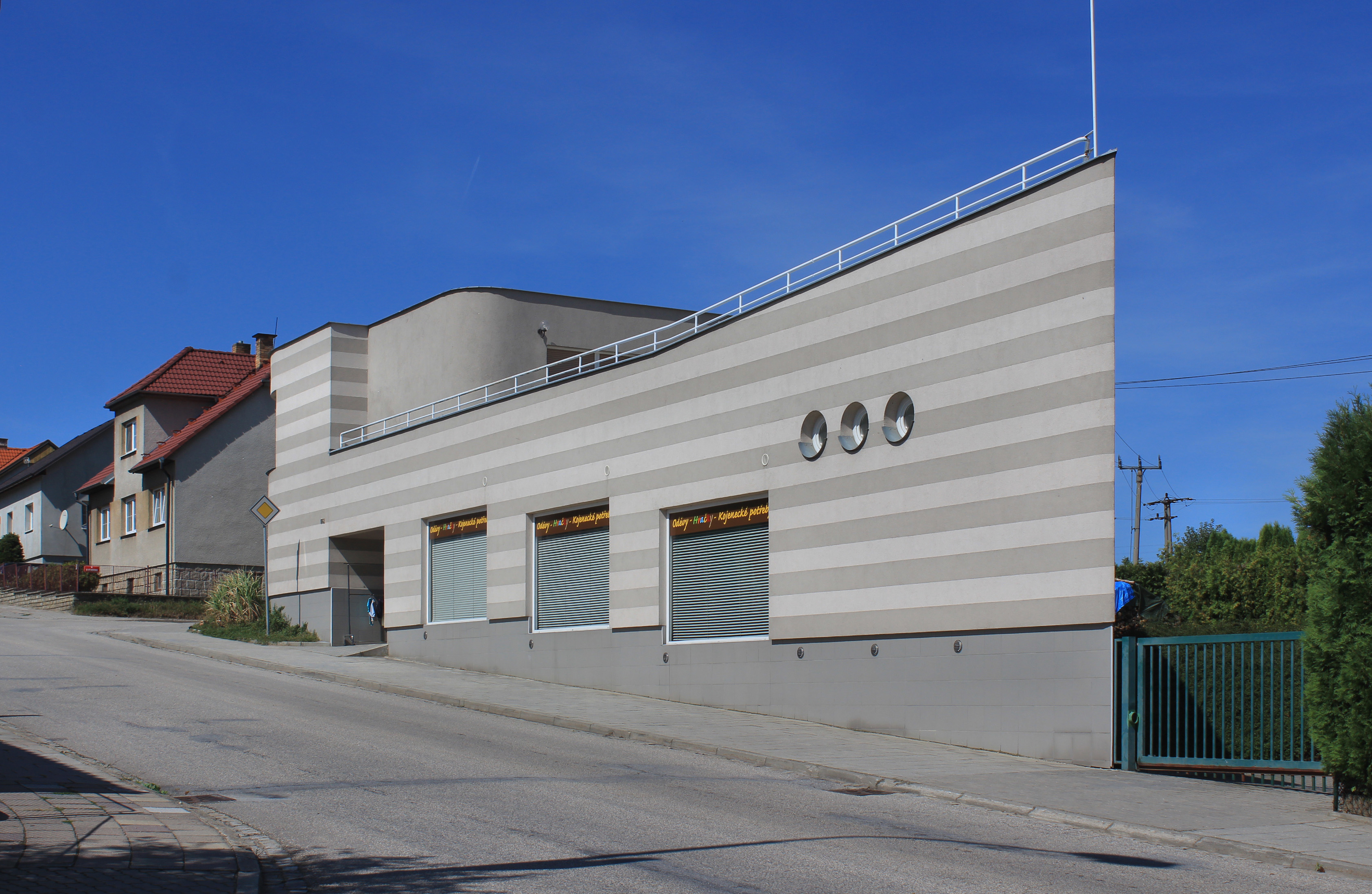
Prodejna Titanik
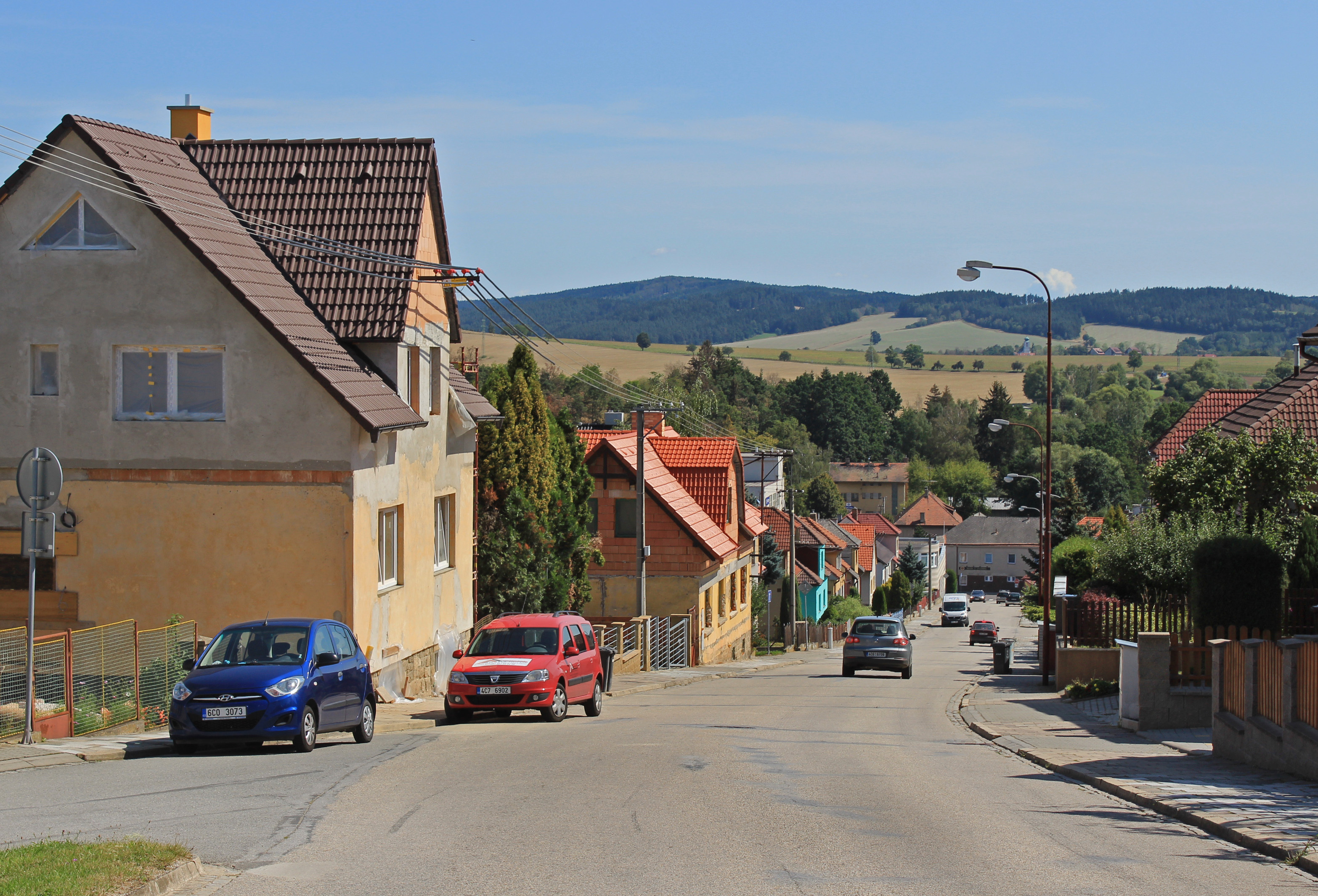
Bezručova ulice